# Bobby Martin
Bobby Martin (* 15. Mai 1903; † 28. August 2001) war ein US-amerikanischer Jazz-Trompeter und Bandleader.
Bobby Martin wuchs in Long Branch, New Jersey auf, wo er bereits als Kind mit June Clark und Sonny Greer Trompete spielte. Seine Karriere als professioneller Musiker begann er 1925 bei Sam Wooding; er spielte bis 1931 in seinem Orchester in New York City und wirkte bei seinen Tourneen in Europa mit. Von 1932 bis 1936 spielte er bei Willie Lewis und seinen Entertainers in Frankreich; nach seiner Rückkehr in die Vereinigten Staaten formierte er 1937 sein eigenes Quartett, mit dem er ein längeres Engagement im Palace hatte, das sich im New Yorker Stadtteil Greenwich Village befand. Zu seinen Musikern zählten der Pianist Richard Edwards, der Schlagzeuger Ural Dean und der Gitarrist Samuel Steede. Mit seiner Gruppe ging er auch auf Europatournee; bei einem Brand im Rotterdamer Mephisto Club wurden seine Arrangements im Feuer vernichtet. Zu seiner Band gehörten zu dieser Zeit u. a. der  Joseph „Kaiser“ Marshall, Glyn Paque und Ram Ramirez. Für den Spielfilm „L'Alibi“ (1936) begleitete er mit seinem Orchester Valaida Snow.
Martin setzte seine Tourneen durch Europa bis in die 1940er Jahre fort; mit Beginn des Zweiten Weltkriegs arbeitete er in New York City und New Jersey. In den 1940er Jahren leitete er auch kurzzeitig einen eigenen Club; 1944 verließ er jedoch das Musikgeschäft. Er war mit der Sängerin Thelma Minor verheiratet.